# Pantalla SED
La tecnologia SED és una nova tecnologia per a les pantalles planes, desenvolupada per Canon i Toshiba. Les sigles SED volen dir Surface-conduction electron-emitter display, la seva traducció seria "Pantalla emissora d'electrons de superfície conductiva". El seu funcionament es basa en la tecnologia dels tubs CRT tradicional tot i que en lloc de tenir un sol tub CRT, té un nanotub CRT per a cada píxel de la pantalla. És una tecnologia que encara no està en el mercat però pretén substituir les pantalles planes actuals, com per exemple les basades en LCD o plasma.

## Història
La investigació d'aquesta tecnologia va començar a ser desenvolupada per Canon el 1986 i no va ser fins al 1999 que l'empresa d'electrònica Toshiba s'hi va afegir. Després d'uns quants endarreriments pel que fa a la data de sortida d'aquestes noves televisions al mercat, les dos companyies van anunciar el 2006 que a finals del 2007 es comercialitzaria una petita quantitat de pantalles SED per a àmbits professional, ja que a nivell de gran consum encara no és viable a causa del seu elevat preu. Però tenien previst que el 2008 es comencés a produir a gran escala.
Tot i no haver sortit al mercat, a l'octubre del 2006 Canon ja havia presentat un model a París, mentre que Toshiba en va presentar alguns prototips al CES, la fira internacional d'electrònica, amb una mida de 42 polzades, amb la possibilitat de fins a 55 polzades.

## Estructura
L'estructura de les pantalles SED és similar a la de les tradicionals pantalles CRT, ja que utilitzen el mateix principi bàsic de funcionament. Aquest dispositius contenen dos vidres separats per una petita distància i connectats entre ells per crear una diferència de potencial. En un dels vidres hi ha els elements que generaran la imatge. Està compost bàsicament per un material fosforescent i un filtre, situat entre el cristall i el material fosforescent, per tal d'obtenir els tres colors primaris. A l'altre cristall hi ha els emissors d'electrons, els quals tindran una mida molt reduïda i estaran formats per dos elèctrodes separats entre ells per una distància de pocs nanòmetres, és a dir, que entre els dos elèctrodes hi haurà un espai de nanòmetres.

## Funcionament
El funcionament és semblant al dels televisors CRT tradicionals, en què un canó genera un feix d'electrons, que al xocar contra els fòsfors de la pantalla fa brillar aquests i es genera la imatge.
Els dispositius SED utilitzen bàsicament aquest sistema, però en comptes de tenir un sol tub, té un emissor d'electrons per a cada píxel de la pantalla. Per crear la imatge s'aplica una diferència de potencial de 10 volts entre els dos elèctrodes de l'emissor d'electrons. Un cop aplicada aquesta tensió degut a l'efecte túnel, els electrons saltaran d'un elèctrode a l'altre a través de l'espai de pocs nanòmetres que hi ha entre ells. Entre els dos cristalls hi ha una diferència de 10 kV que el que farà serà guiar una part d'aquests electrons que salten cap als fòsfors. Al xocar amb el material fosforescent de l'altre cristall el farà brillà i mitjançant el filtre obtindrem el tres colors primaris per a cada píxel i així poder generà la imatge en la pantalla.

## Avantatges
S'ha de considerar que aquesta tecnologia en ser semblant a la de la CRT ofereix una qualitat d'imatge i una brillantor molt bones, fet que en les televisions planes actuals com el LCD o el plasma en alguns aspectes fallen. També s'ha de tenir en compte que al no haver d'utilitzar un tub de raig catòdics, la profunditat de la pantalla pot ser molt menor que les CRT tradicionals i pot ser tan prima com les televisions de plasma actuals.
A continuació es mencionen alguns dels avantatges i les millores de les pantalles SED respecte a les pantalles actuals:
- Ofereix un angle de visió de 180 graus, és a dir, que es podrà veure la pantalla des de qualsevol angle sense que hi hagi canvis de color ni de brillantor.
- La potència utilitzada serà 66% menor que la potència utilitzada per un CRT i un 33% menor que per un LCD.
- El procés de fabricació serà més barat i senzill que el d'alguns dispositius, com per exemple el LCD.
- No necessita retroil·luminació.
- El temps de resposta d'un SED serà inferior a 1 mil·lisegon, semblant al dels CRT, fet que podrà mostrar imatges més clares i de major definició.
- El contrast (contrast ratio) serà de 100000:1 i podrà mostrar un nivell de negre molt bo.

## Desavantatges
Tot i que les pantalles SED seran més barates de fabricar que les pantalles planes actuals, quan hagin sortit al mercat seran més cares per a la mateixa mida que la resta. Es necessitarà una producció a gran escala per ser més barates. Un altre inconvenient és que els emissors d'electrons provoquen activitat radioelèctrica.

## Futur
Tot i que encara no ha sortit al mercat a causa del seu elevat cost, es preveu que a llarg termini la tecnologia SED substitueixi a les pantalles planes actual com el LCD o el plasma, però actualment no es pot assegurar res, ja que estan apareixent desenvolupant noves tecnologies, com per exemple, OLED. Així que de moment no se sap si aquesta tecnologia serà el futur respecte les pantalles planes.